# Trichouratea acuminata
Trichouratea acuminata là một loài thực vật có hoa trong họ Ochnaceae. Loài này được (DC.) Tiegh. miêu tả khoa học đầu tiên năm 1902.